# Mount Weller (berg i Antarktis, lat -67,28, long 50,67)
Mount Weller är ett berg i Antarktis. Det ligger i Östantarktis. Australien gör anspråk på området. Toppen på Mount Weller är 1 080 meter över havet.
Terrängen runt Mount Weller är huvudsakligen kuperad, men åt sydväst är den platt. Trakten är obefolkad. Det finns inga samhällen i närheten. 